# Juan José Luján
Juan José Luján (Cuenca, 1831-Badajoz, 9 de enero de 1889), actor español y uno de los creadores, junto con los también actores Antonio Riquelme y José Vallés, del teatro por horas o género chico.
Estaba especializado en papeles cómicos de sainetes y zarzuelas, estudiando tipos de la realidad que luego llevaba a la escena y, muy aficionado al teatro desde pequeño, debutó en el Teatro del Recreo en Madrid en 1865, pasando después al Teatro Variedades. En este permaneció veinte años, en el transcurso de los cuales se hizo muy popular interpretando El memorialista, Trapisondas por bondad, Los pavos reales, La sombra de Torquemada, Los baños del Manzanares y La familia del tío Maroma, entre otras muchas comedias.
Cuando se encarecieron las entradas al teatro, ideó junto con otros dos actores, Antonio Riquelme y José Vallés, reunidos en el Café Lozoya en 1867, dividir la tarde del Teatro del Recreo en cuatro partes a razón de una hora cada una, creando las llamadas "sesiones por horas", que apenas costaban un real y se escenificarían en modestos teatros. Así se mantendría la ocupación del teatro alta, pues la gente acude más debido a los precios bajos y no tendría que soportar las largas funciones completas de cuatro a cinco horas con entreactos, pudiéndose dispersar a otras atracciones. La novedad fue todo un éxito y los empresarios empezaron a copiar la idea: este fue el origen del llamado teatro por horas, que engendró a su vez el llamado género chico. 
Existe una xilografía de su efigie sobre dibujo de Badillo publicada en la necrológica que le dedicó en 1889 La Ilustración Española y Americana. 